# Pithys
Pithys és un gènere d'ocells de la família dels tamnofílids (Thamnophilidae). Agrupa dues espècies natives de l'Amèrica del Sud tropical, on es distribueixen en la conca amazònica al nord del riu Amazones, en l'escut guaianés i en la base oriental dels Andes des del nord-oest de Veneçuela i nord-est de Colòmbia fins al sud-est de Perú.

## Etimologia
El significat del nom genèric Pithys no està clarament definit; pot tenir origen en un nom guaraní utilitzat per De Azara 1802-1805, o una combinació corrupta del gènere Pipra (Linnaeus, 1764), del grec antic «πιτυς» “pitus” que significa “pi” o de «πυθιος» “puthios” epítet d'Apol·lo o de «πιτυλος» “pitulos” petit ocell no identificat esmentat per Hesychius i fins i tot de «Putis», una nimfa o «Puthis», una filla de Delfos.

## Característiques
Els dos formiguers d'aquest gènere són ocells atractius, mesurant entre 12 i 14 cm de longitud, habiten en el sotabosc de selves humides de baixa altitud. Tots dos són devoradors compulsius de formigues legionàries. El formiguer de màscara blanca, molt rar i local, va ser redescobert en 2001.

## Taxonomia
Segons la Classificació del Congrés Ornitològic Internacional (versió 14.2, 2024) aquest gènere està format per dues espècies:
- Pithys albifrons - formiguer armat.
- Pithys castaneus - formiguer de màscara blanca.